# Eparchie Oral und Aqtöbe
Die Eparchie Oral und Aqtöbe (kasachisch Орал және Ақтөбе епархиясы, russisch Уральская и Актюбинская епархия) ist eine Eparchie der Russisch-Orthodoxen Kirche in Kasachstan. Sie gehört zum Metropolitanbezirk Kasachstan. Die 1991 gegründete Eparchie umfasst die Gebiete Aqtöbe, Atyrau, Mangghystau und Westkasachstan.

## Namensentwicklung
- Uralsk (Pfarrei) (1908)
- Uralsk und Nikolajewsk (1916–1926)
- Uralsk und Pokrowsk (1926–1933)
- Uralsk und Gurjew (1991–2012)
- Uralsk und Aktjubinsk (seit 2012)